# Utagawa Kuniyoshi
Utagawa Kuniyoshi (歌川国芳) foi um pintor, desenhista e xilógrafo japonês discípulo de Utagawa Toyokuni. É famoso por suas estampas de pessoas e animais. Especializa-se também em episódios heróicos da história japonesa, tendo feito uma série sobre o monge budista Nichiren. Ficou conhecido como o precursor dos mangás no Japão.

## História

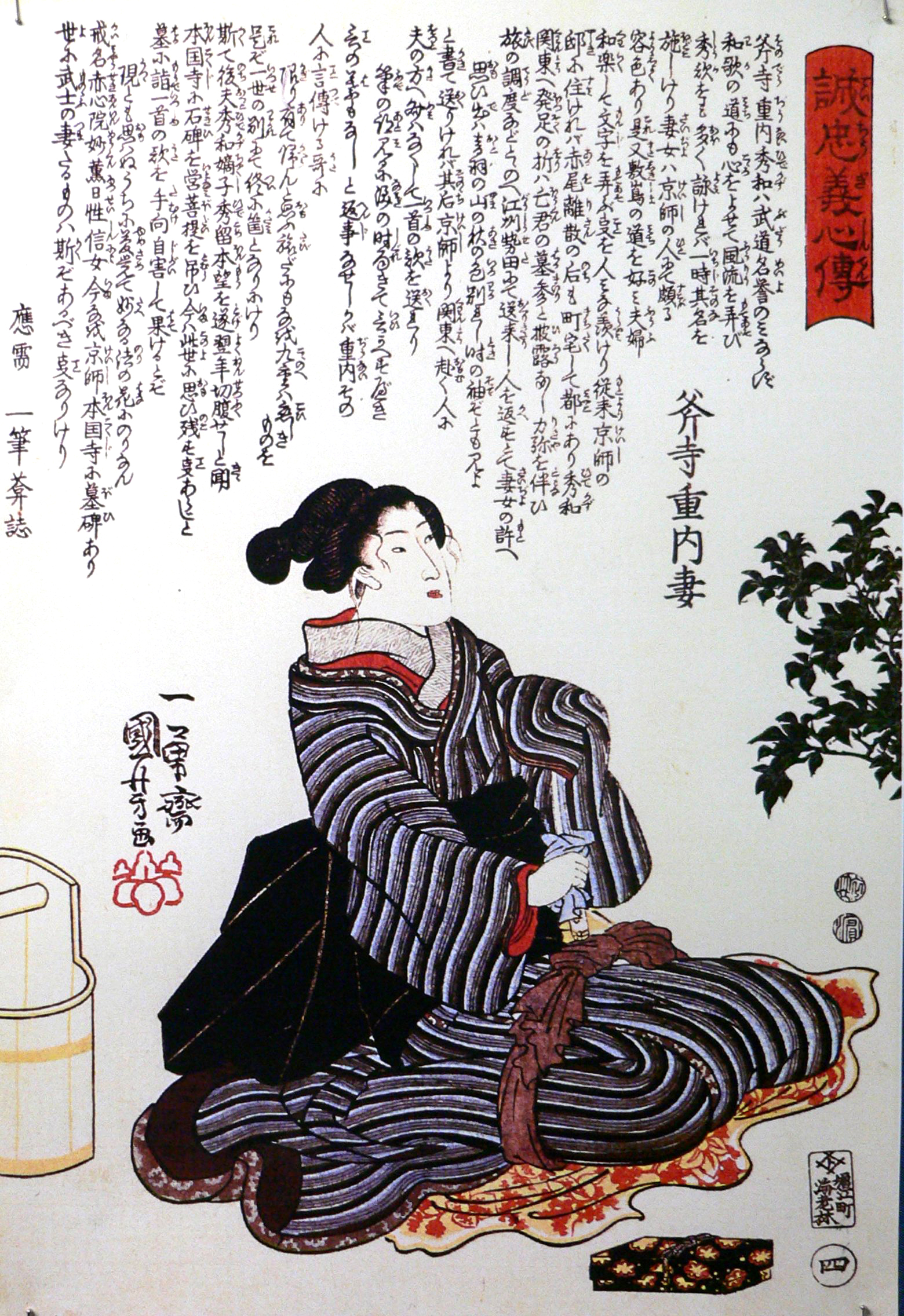
Onodera Juni, preparando o jigai, da obra Seichu gishin den.

Kuniyoshi nasceu em 1797, filho de um tintureiro de seda e de nome Yoshisaburō. Aparentemente, ajudou o seu pai na sua empresa e sugere-se que esta experiência influenciou seus desenhos têxteis e do uso da cor nas suas impressões. Diz-se que com sete ou oito anos, Kuniyoshi ficou impressionado com as figuras de guerreiros e artesãos, que marcou sua posterior evolução.
Yoshisaburō demonstrou suas habilidades em desenho com doze anos, atraindo a atenção de Utagawa Toyokuni. Oficialmente, entrou no estúdio de Toyokuni em 1811 e tornou-se um dos seus principais pupilos. Ele permaneceu como um aprendiz até 1814, quando mudou o seu nome para o nome artístico de Kuniyoshi e tornou-se independente. Durante esse ano fez o seu primeiro livro, as ilustrações de kusazoshi Gokana Gobuji Chūshingura, uma paródia da história original Chūshingura. Em 1815, Kuniyoshi criou ilustrações para os livros yomihon, kokkeibon, Gokana e hanashibon, e desenhos impressos de forma distinta sobre os seus atores e guerreiros.

Apesar do seu início promissor, Kuniyoshi não foi capaz de criar muitas obras entre 1818 e 1827, provavelmente devido à falta de encomendas dos editores, e da concorrência dentro da escola Utagawa. No entanto, durante este período, apresentou pinturas de mulheres bijinga experimentado os padrões e efeitos de luz e sombra da arte ocidental, mostrando mais tentativas para imitar a real compreensão destes princípios.

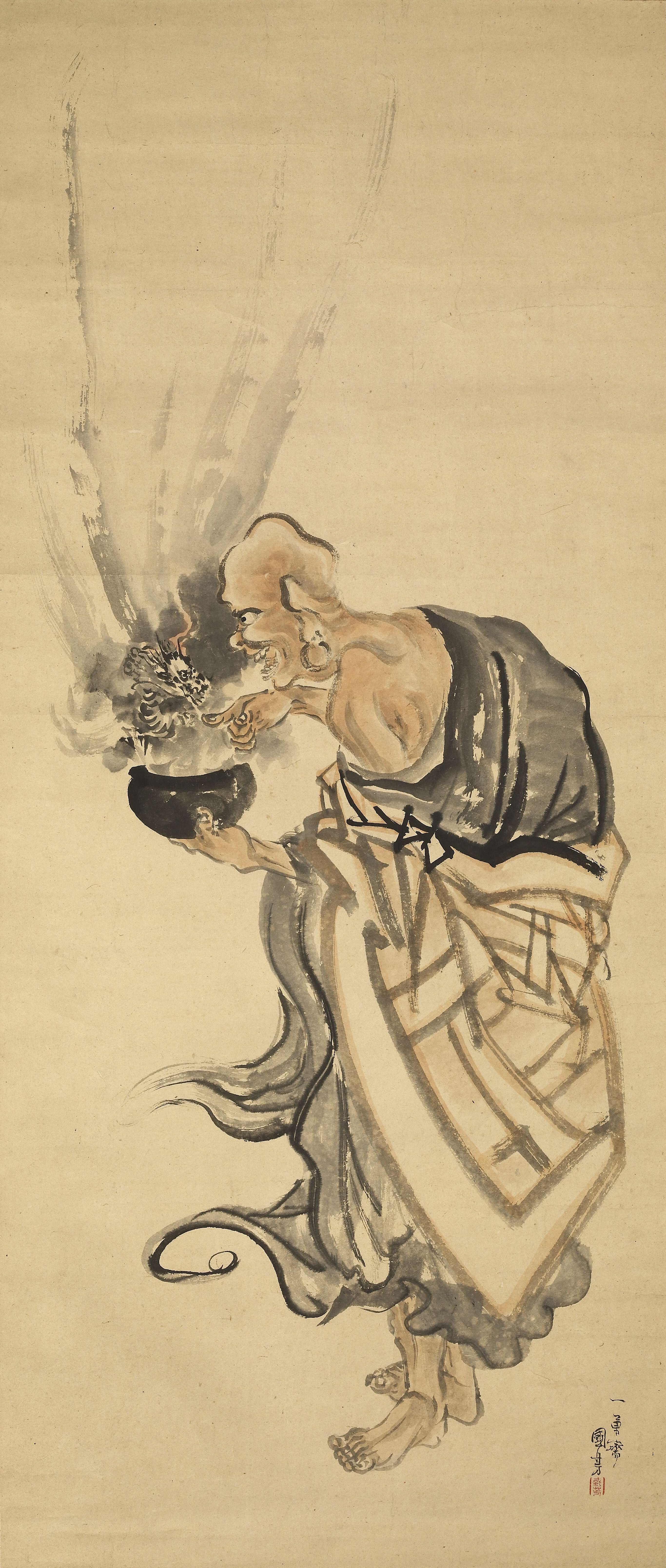
Uma pintura de Handaka por Utagawa Kuniyoshi (Museu Britânico).

A sua situação económica tornou-se insustentável e teve de começar a vender tatames usados. Durante a década de 1820, Kuniyoshi desenvolveu folhetos heróicos que mostravam os primeiros sinais de um estilo. Em 1827, ele recebeu a seu primeiro cargo importante para a série Tūszoku Hitori no gōketsu hyakuhachinin, que foi baseado em um conto popular chinês, o Shuihu zhuan. Nesta série, Kuniyoshi desenhou heróis sozinhos em folhas individuais, mostrando as tatuagens de seus personagens, uma inovação que influência a moda de Edo. A série Suikoden tornou-se muito popular em Edo e aumentou a procura de impressões de guerreiros de Kuniyoshi, conseguindo entrar em círculos literários e Ukiyo-e.
Kuniyoshi continuou com suas impressões de guerreiros, aproveitando seus personagens em histórias de guerra como Heikei Monogatari e Genpei seisuki. Seus desenhos eram únicos quando introduzidos a figura do herói, sonhos, aparições de fantasmas, presságios e habilidades sobre humanas. Este tema está incluído no seu trabalho Taira Tomomori borei no zu e no tradicional Gōjō no bashi no zu de 1839.
Durante as reformas Tempō de 1841 a 1843, proibiu-se oficialmente as ilustrações de cortesãs e actores no Ukiyo-e o que pode ter influenciado a produção de desenhos animados (giga-e) de Kuniyoshi, que usou para disfarçar actores e cortesãs reais. Também serviu como uma crítica bem-humorada ao Shogunato e tornaram-se populares entre o público insatisfeito com a política.
Durante a década seguinte as reformas, Kuniyoshi criou impressões de paisagens (fūkeiga), que se encontravam fora da censura e satisfaziam o aumento da popularidade da sua viagem. Entre suas obras destaca-se Sankai meisan zukushi, que incorporava o uso da sombra e perspectiva ocidental, e Tôto meisho, que influenciou Fujaku sanjurokkei de Hokusai. Também durante este tempo, ele criou obras sobre a natureza, animais, aves e peixes, que mimetizavam a pintura tradicional japonesa e chinesa. Nenhum gravurista japonês do século XIX mostra tanta fantasia, capacidade de imaginação e senso do humor como Utagawa Kuniyoshi, que pode ser considerado precursor dos mangás (quadrinhos japoneses) atuais.

## Final da vida

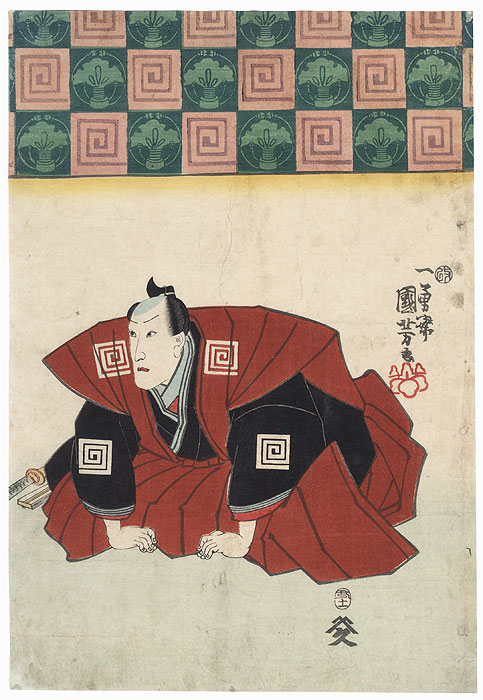
Retrato de Kabuki apresentando Ichikawa Danjuro VIII no palco durante um kojo (anúncio formal no palco), fazendo uma reverência ao cumprimentar o público no Ano Novo no Teatro Nakamura, em conjunto com a peça "Matsu Icho Tsurukame". Ele veste um kamishimo de cor ferrugem sobre um quimono preto com seu brasão nas mangas e ombros, o qual se repete em blocos alternados ao longo da parte superior da página.

No final dos anos 1840, Kuniyoshi começou novamente a ilustrar atores, evitando a censura através de retratos infantis ou caricaturas de famosos atores Kabuki, tais como Nitakaragura kabe no mudagaki. Em 1856, Kuniyoshi sofreu uma paralisia que o impediu de mover seus membros com facilidade. Suas obras foram mais fracas no uso suave da linha e menos vitais. Antes de sua morte, em 1861, Kuniyoshi pôde presenciar à abertura do porto de Yokohama aos estrangeiros e em 1860 realizou duas obras representando ocidentais na cidade. Kuniyoshi morreu em março de 1861 em sua casa em Genyadana.

## Pupilos
Kuniyoshi foi um professor e teve muitos alunos que continuaram o seu trabalho na escola Utagawa. Entre os mais notáveis se encontram Yoshitoshi, Yoshitora, Yoshiiku, Yoshikazu e Yoshifuji. Seus alunos começaram uma aprendizagem no trabalho no estilo Musha-e, semelhante ao de seu mestre. Quando se tornaram artistas independentes desenvolveram seus próprios estilos. Seu mais importante estudante era Yoshitoshi, considerado o último comandante da impressão xilográfica.

## Galeria

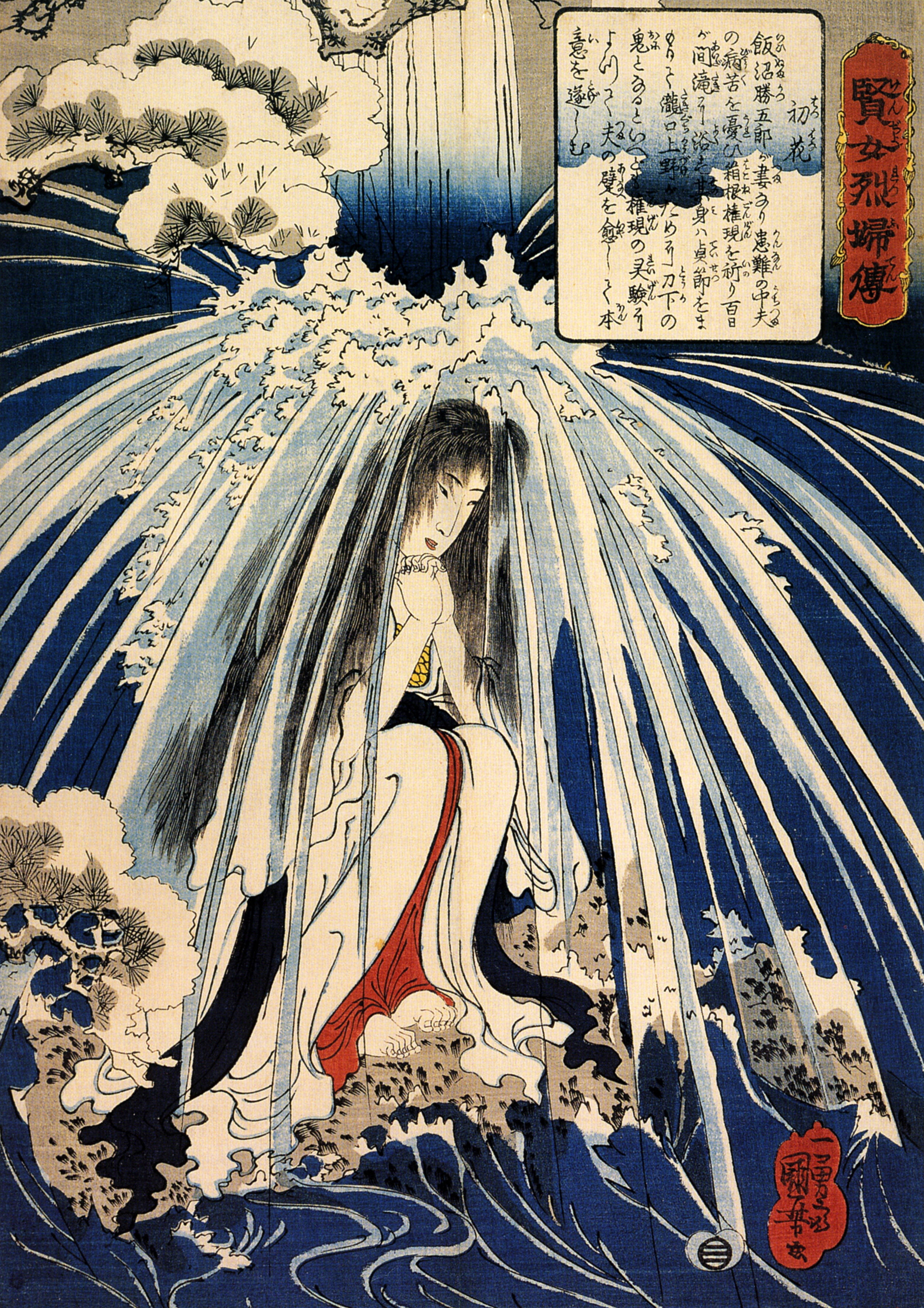
Hatsuhana fazendo penitencia sob as aguas de Tonosawa
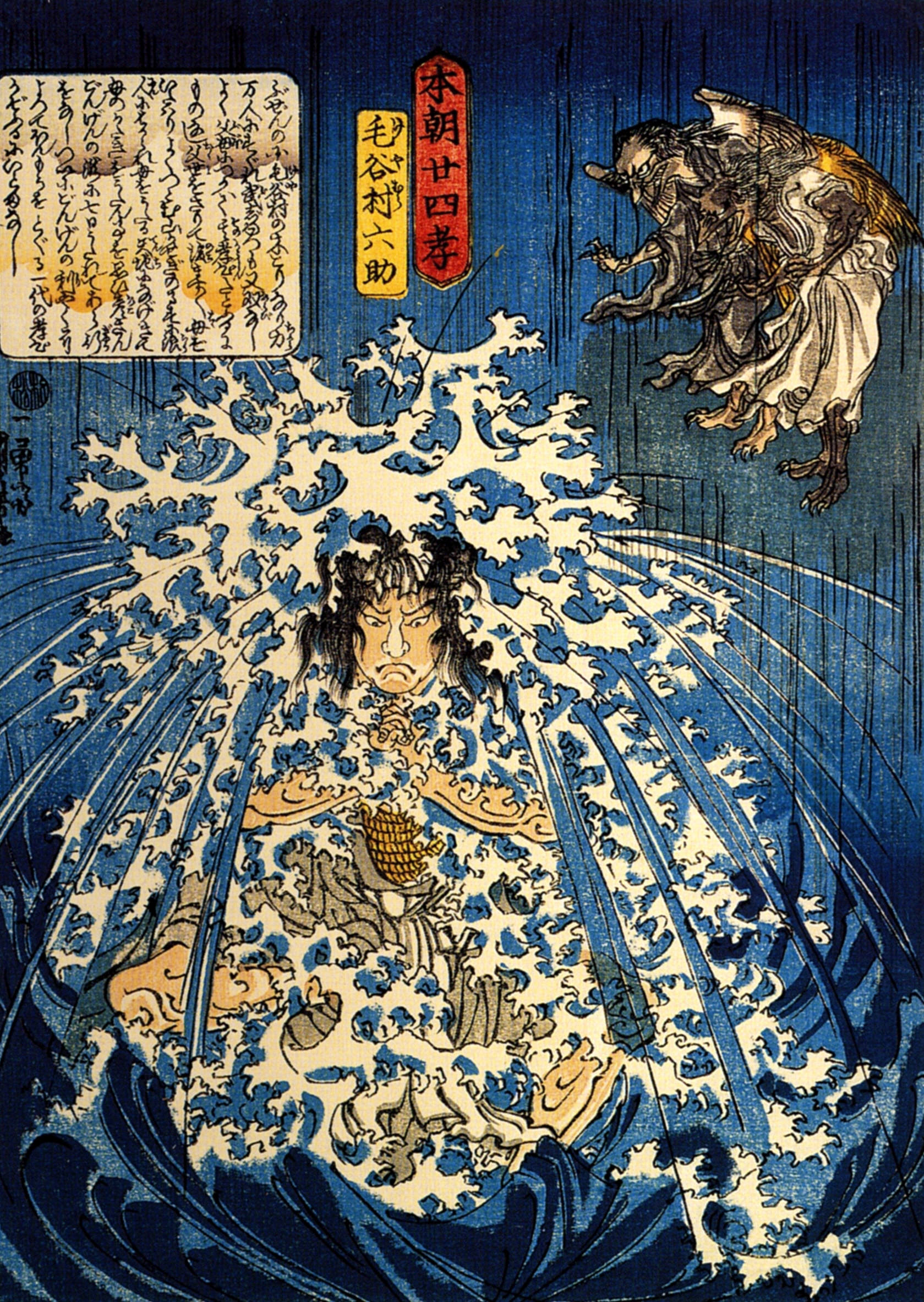
Keyamura Rokusuke submerso nas aguas de Hikosan Gongen
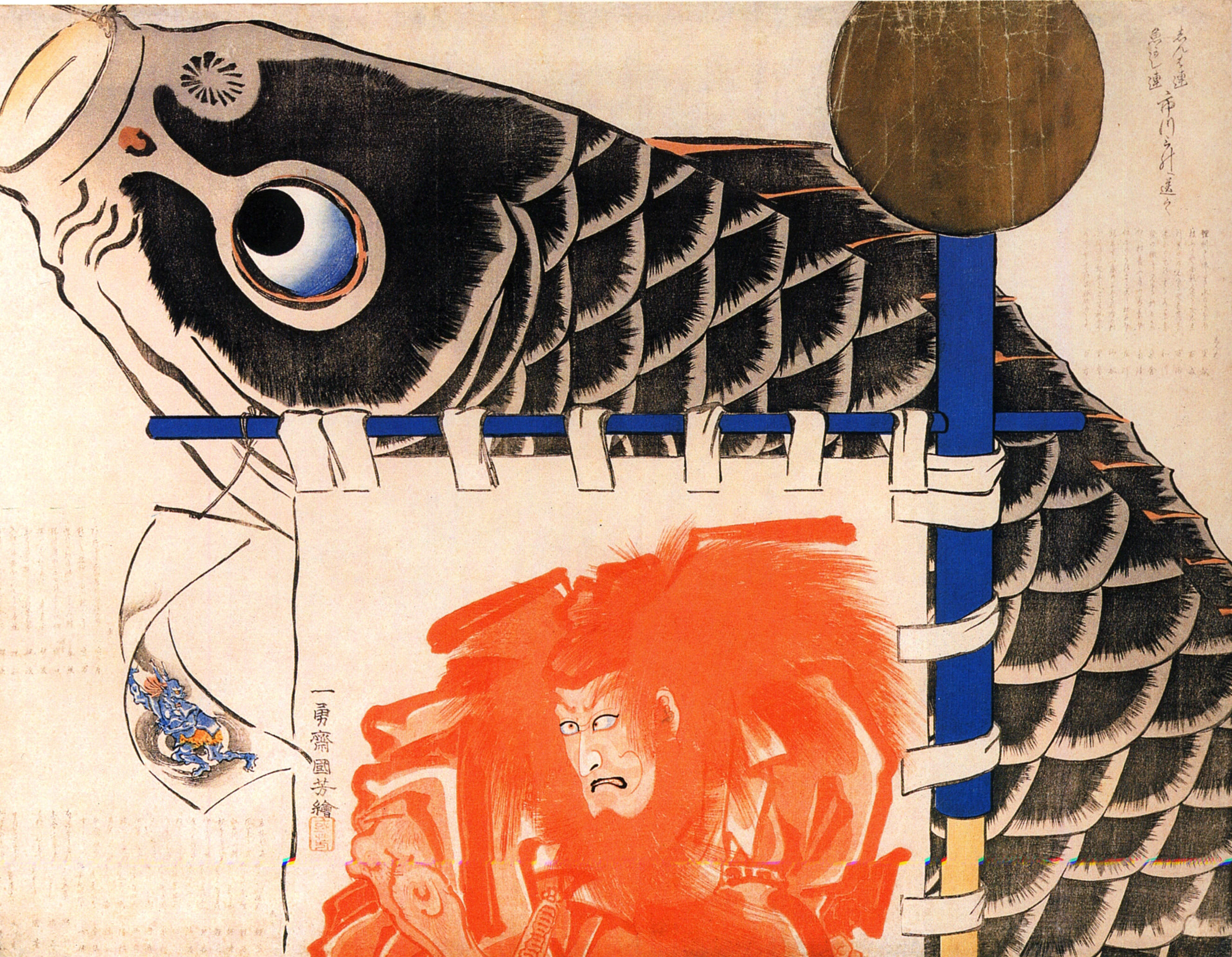
Banners do festival dos garotos
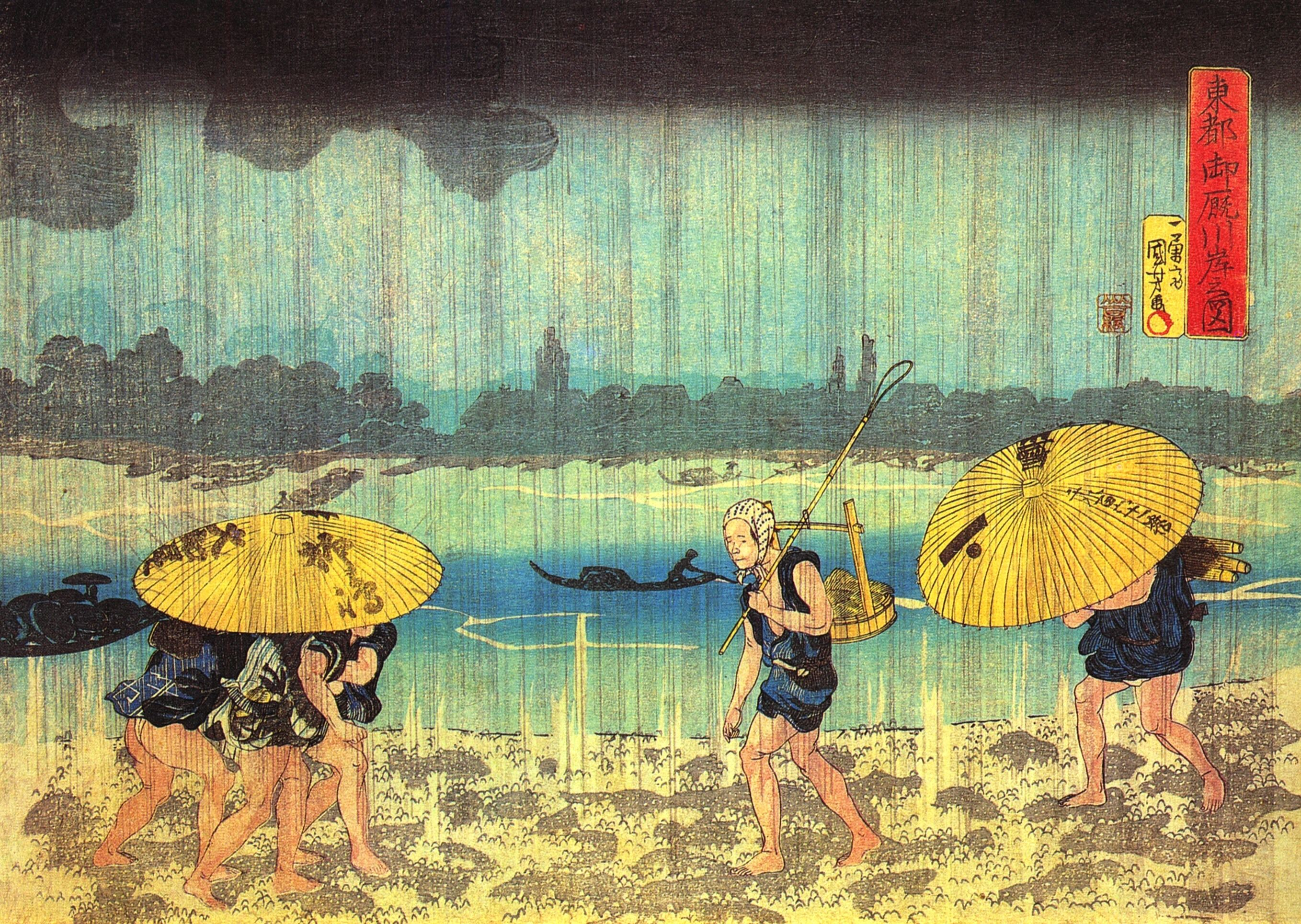
Ao lado do rio Sumida
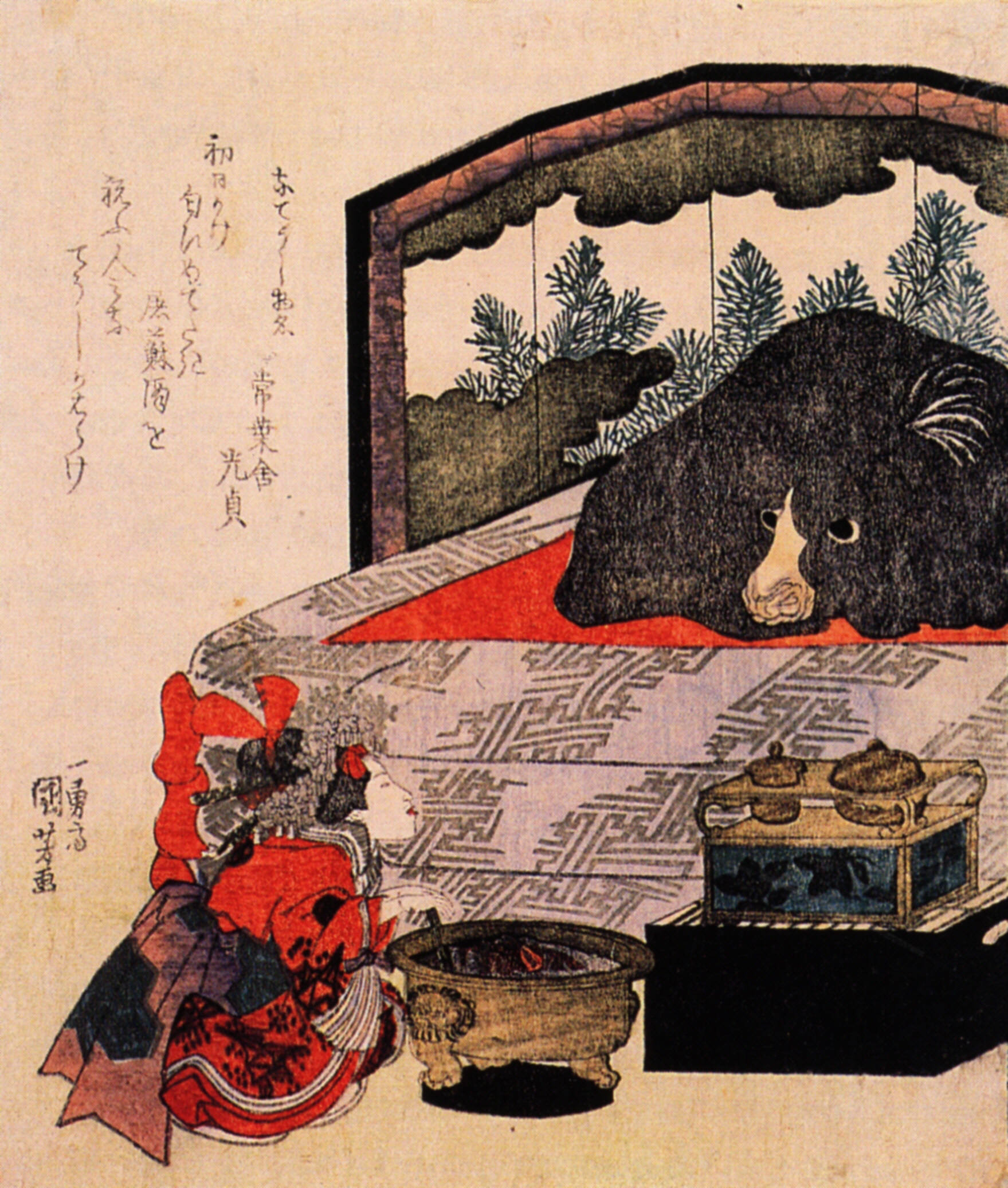
Cortesãs em treinamento
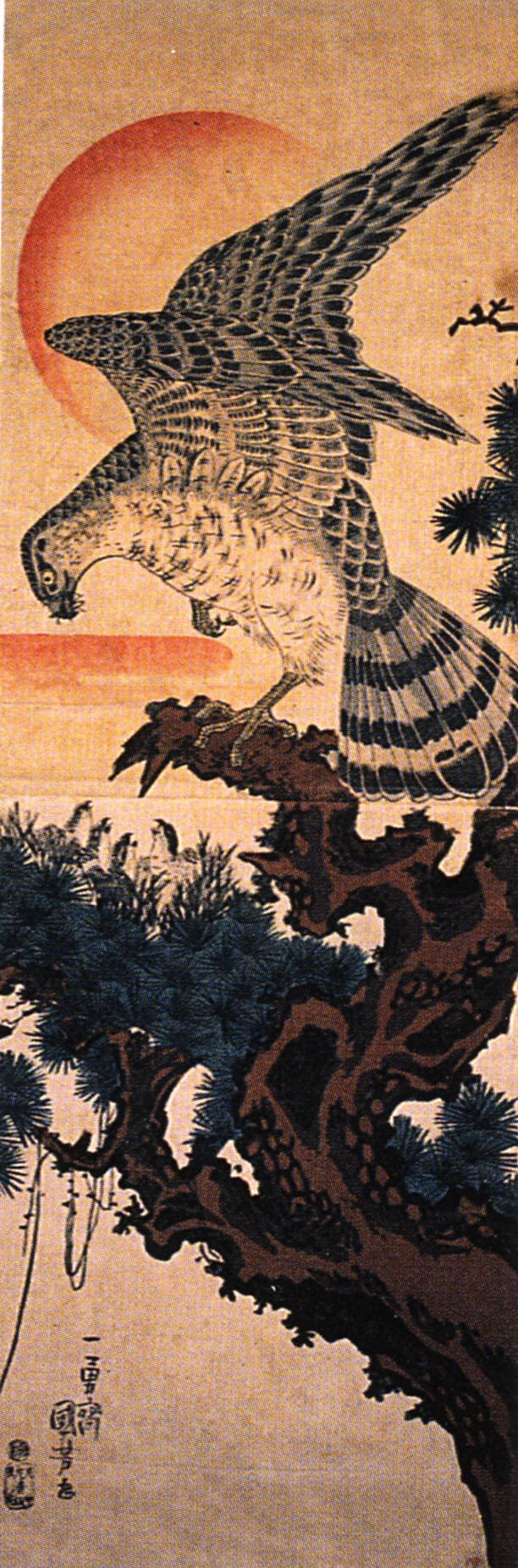
Águia
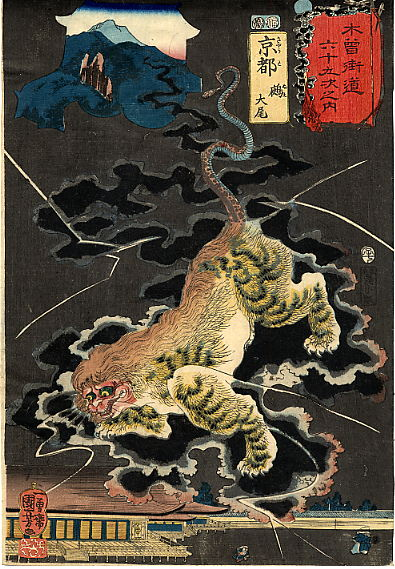
Tigre
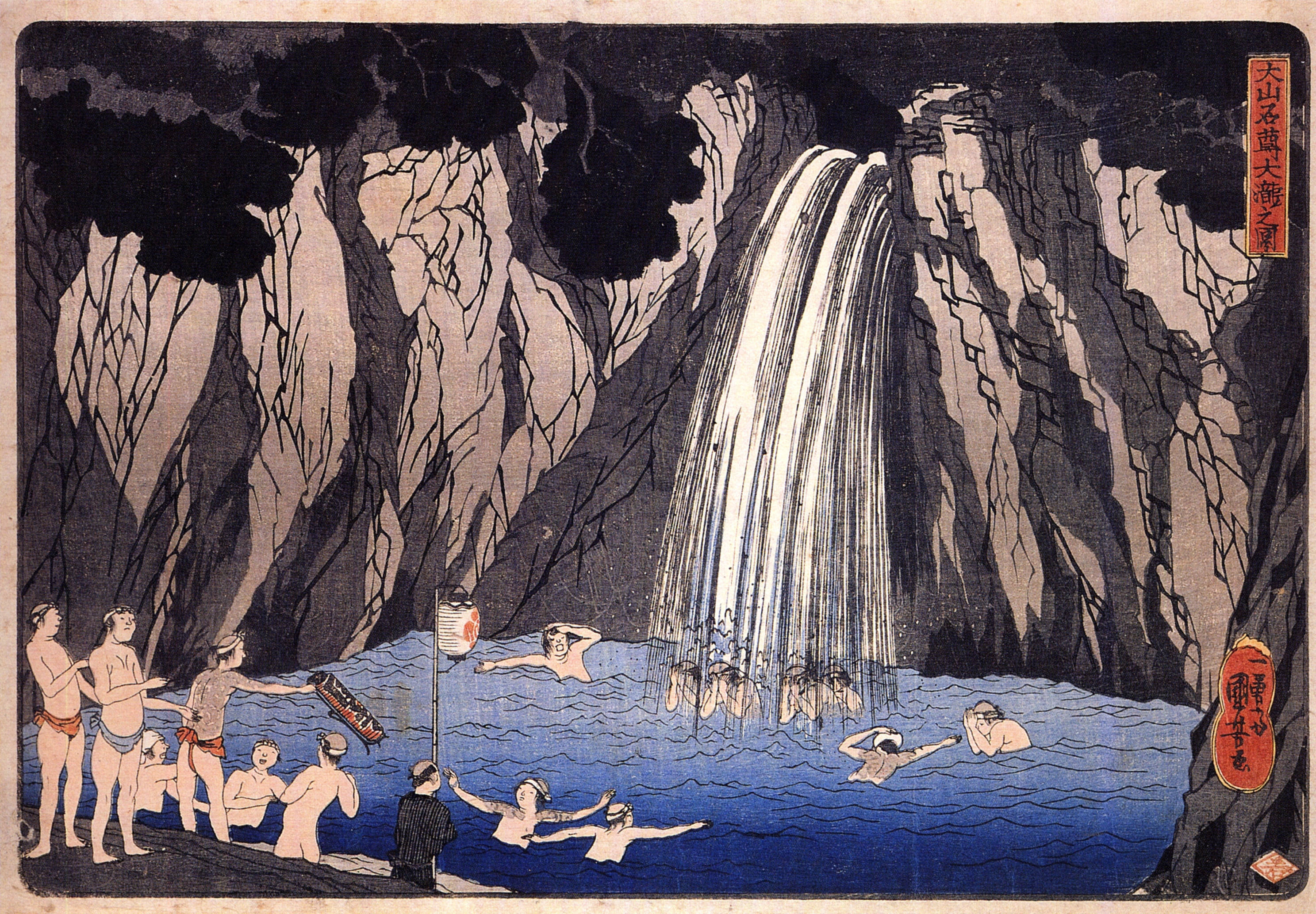
Peregrinos se banhando
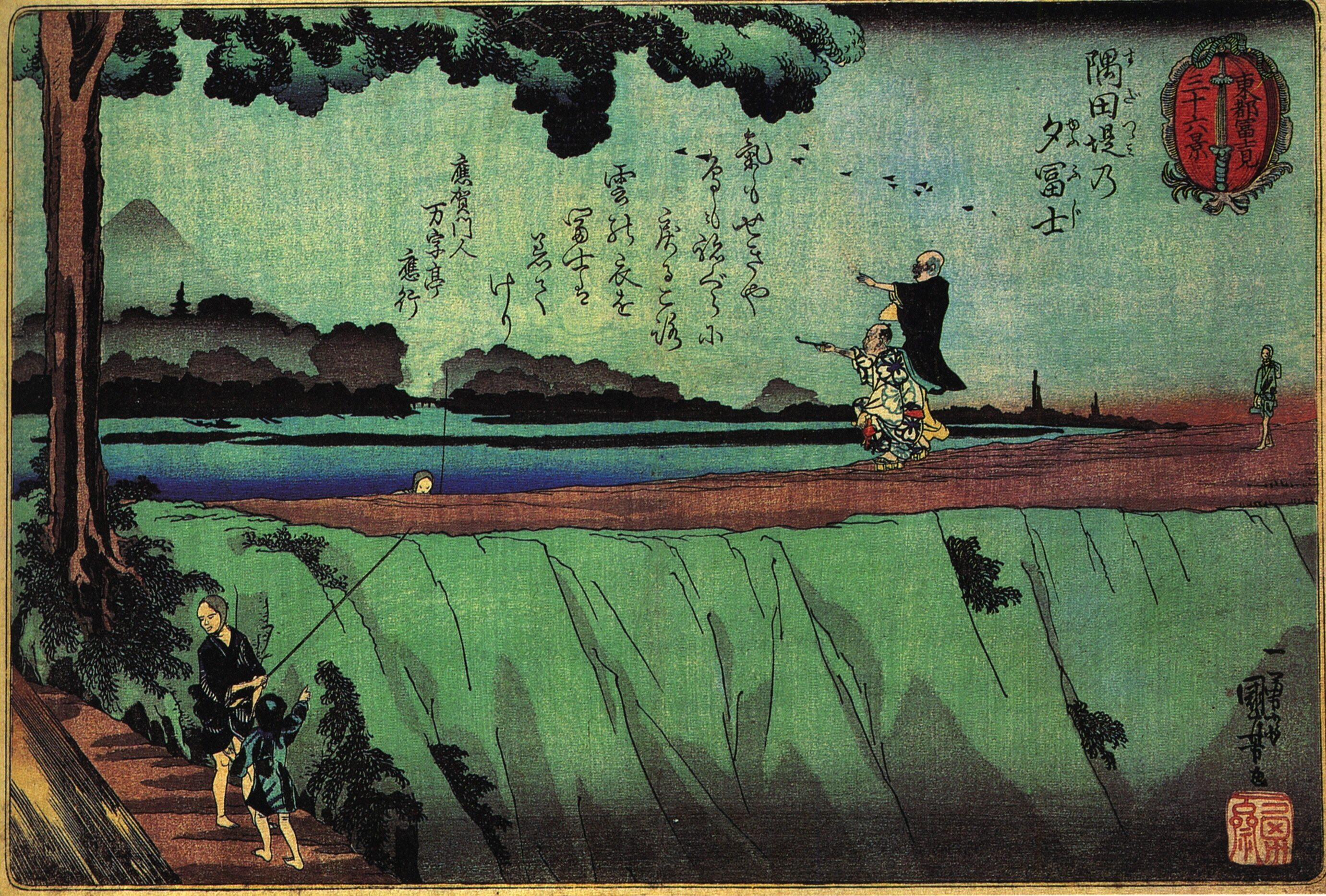
Vista do Monte Fuji
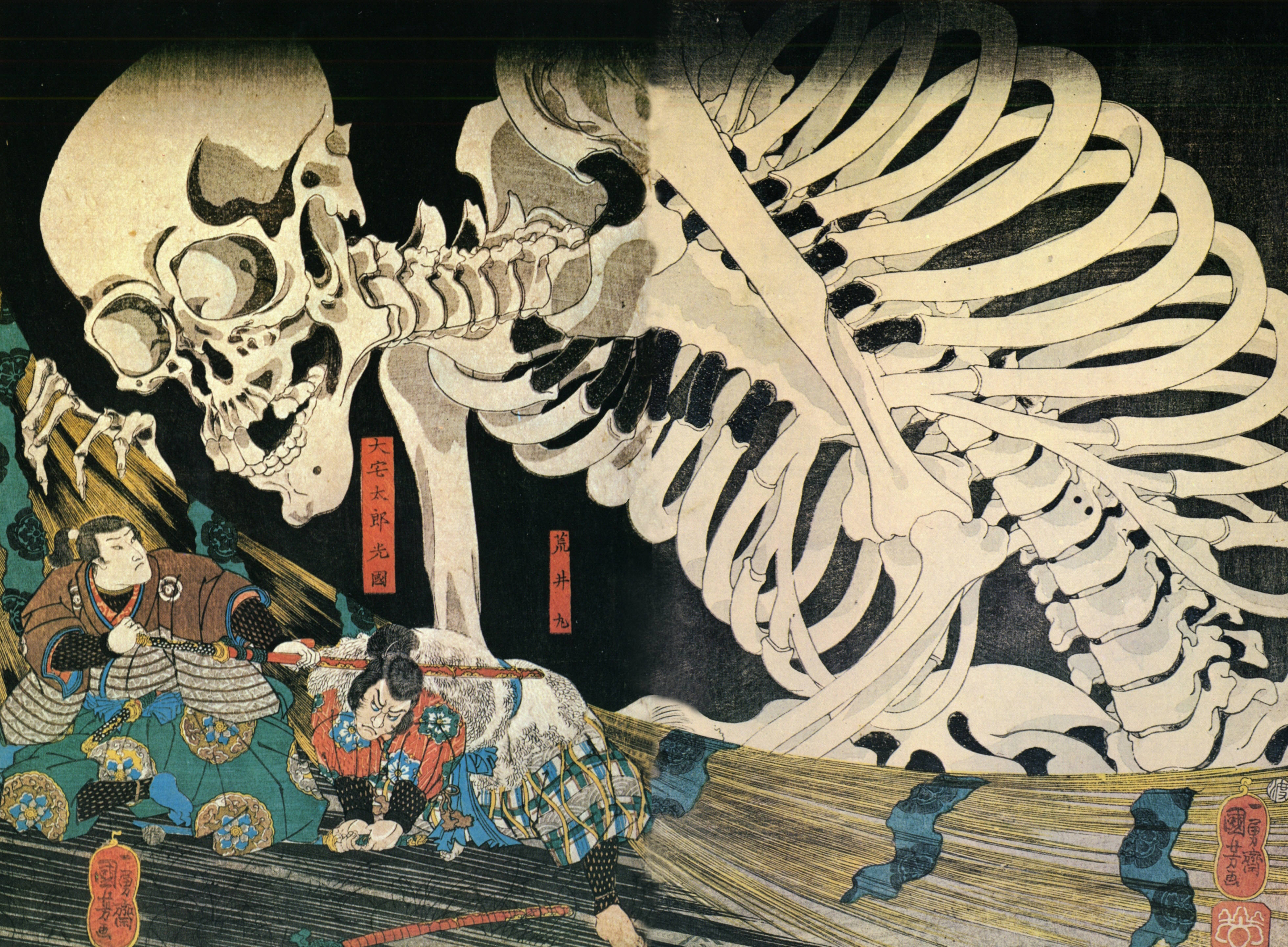
Esqueeleto
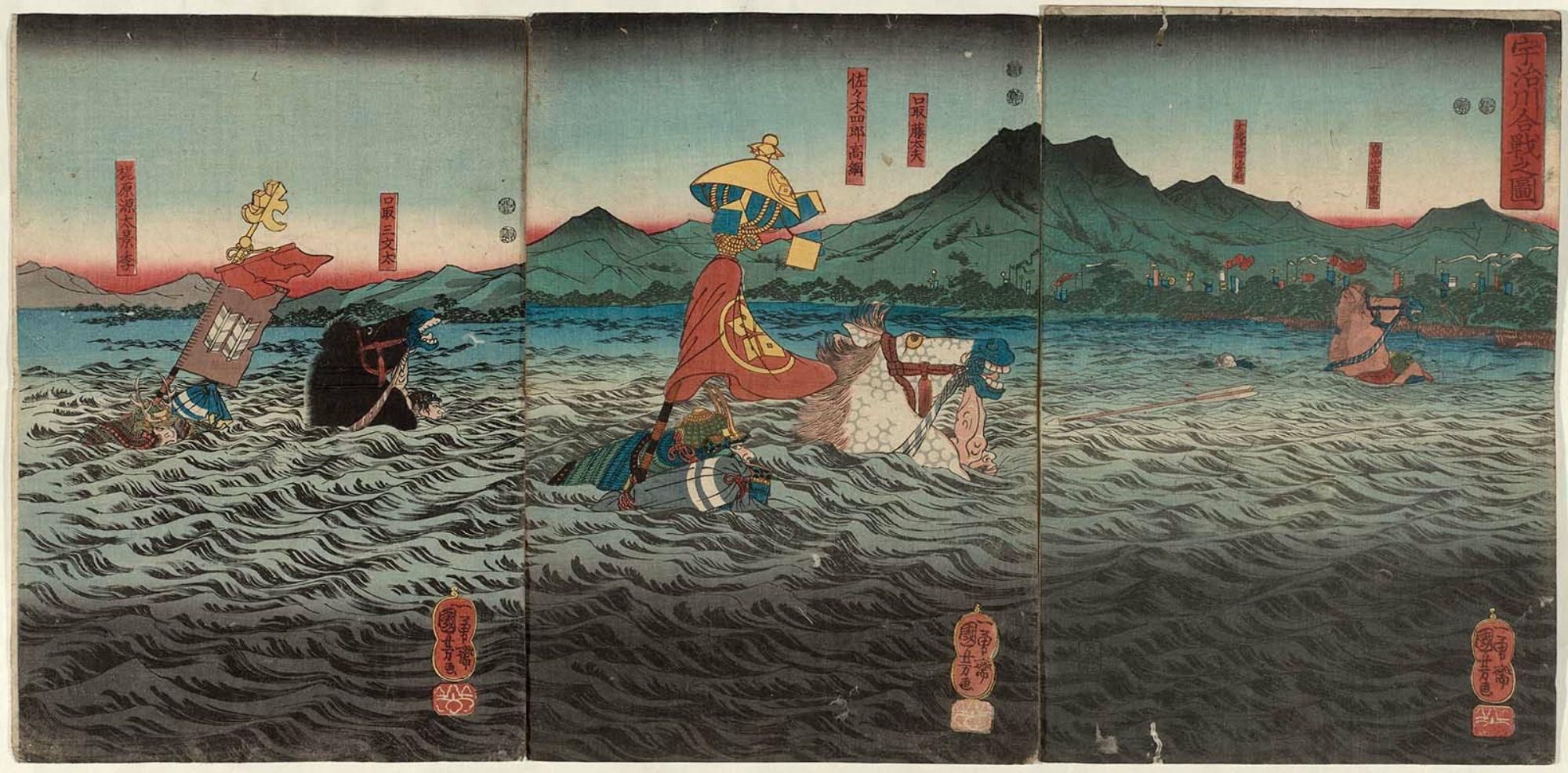
Kagesue, Takatsuna e Shigetada atravessando o rio Uji
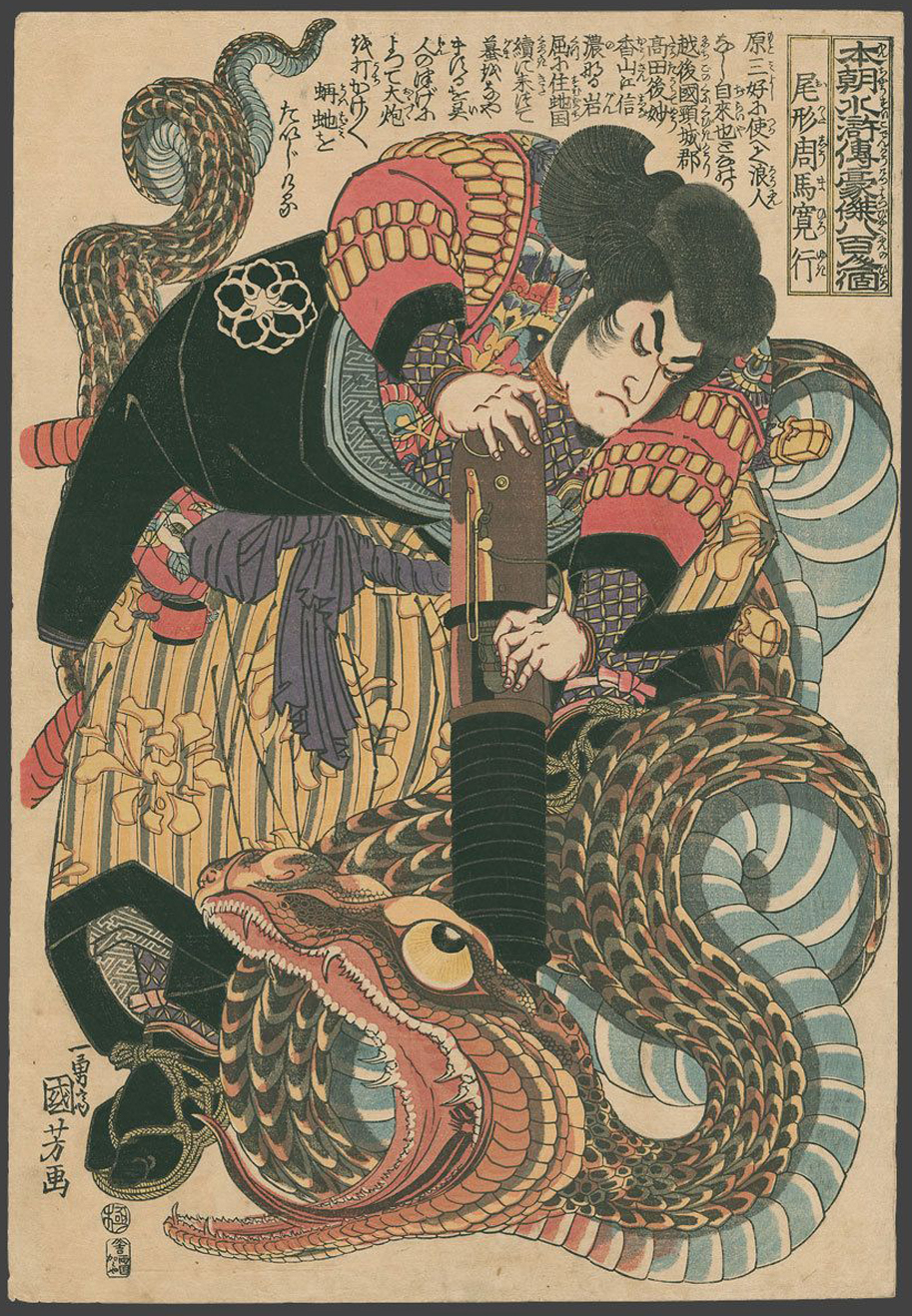
Oitocentos heróis de nosso pais - Suikoden
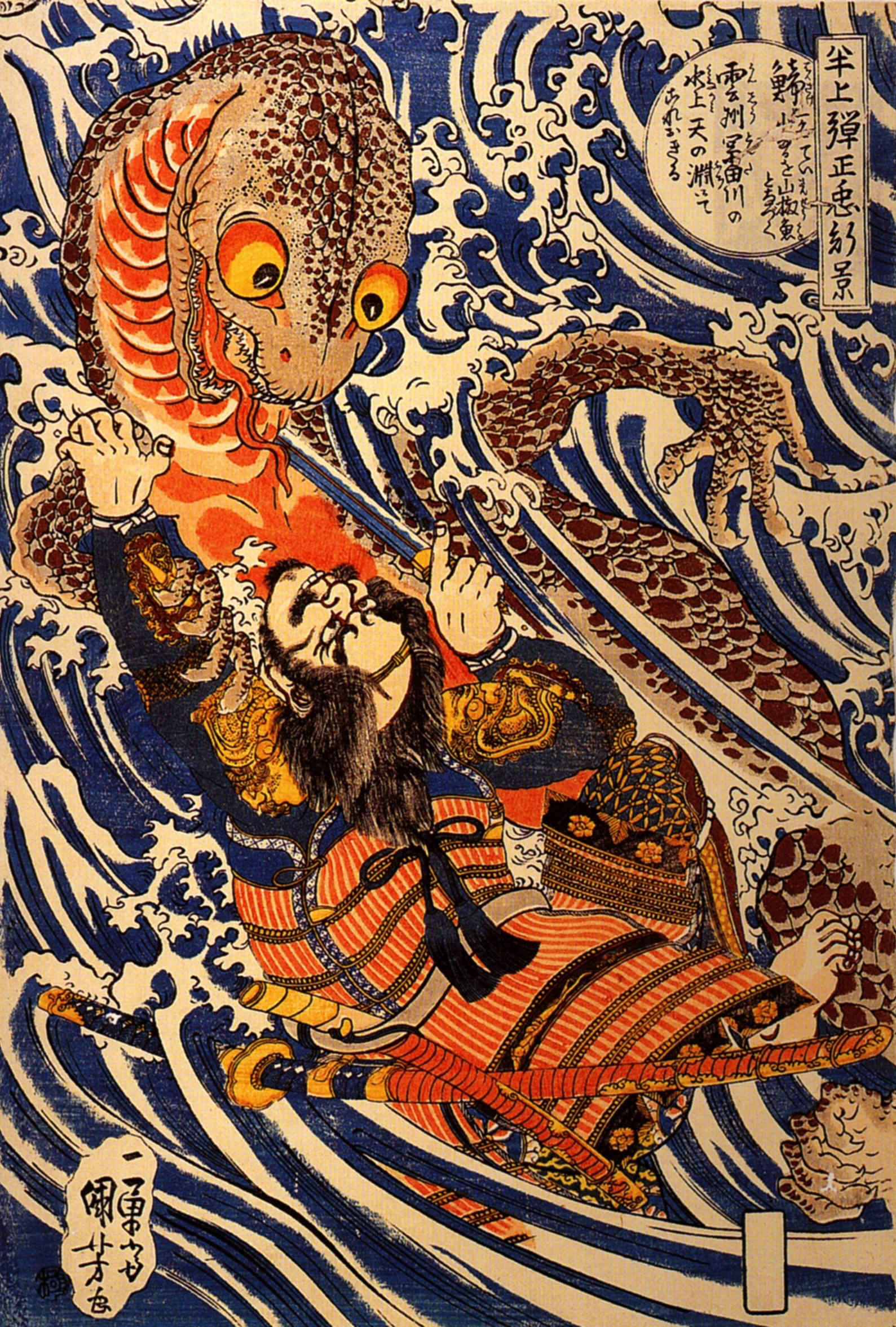
Hanagami Danjo no jo Arakage luta contra uma salamandra gigante
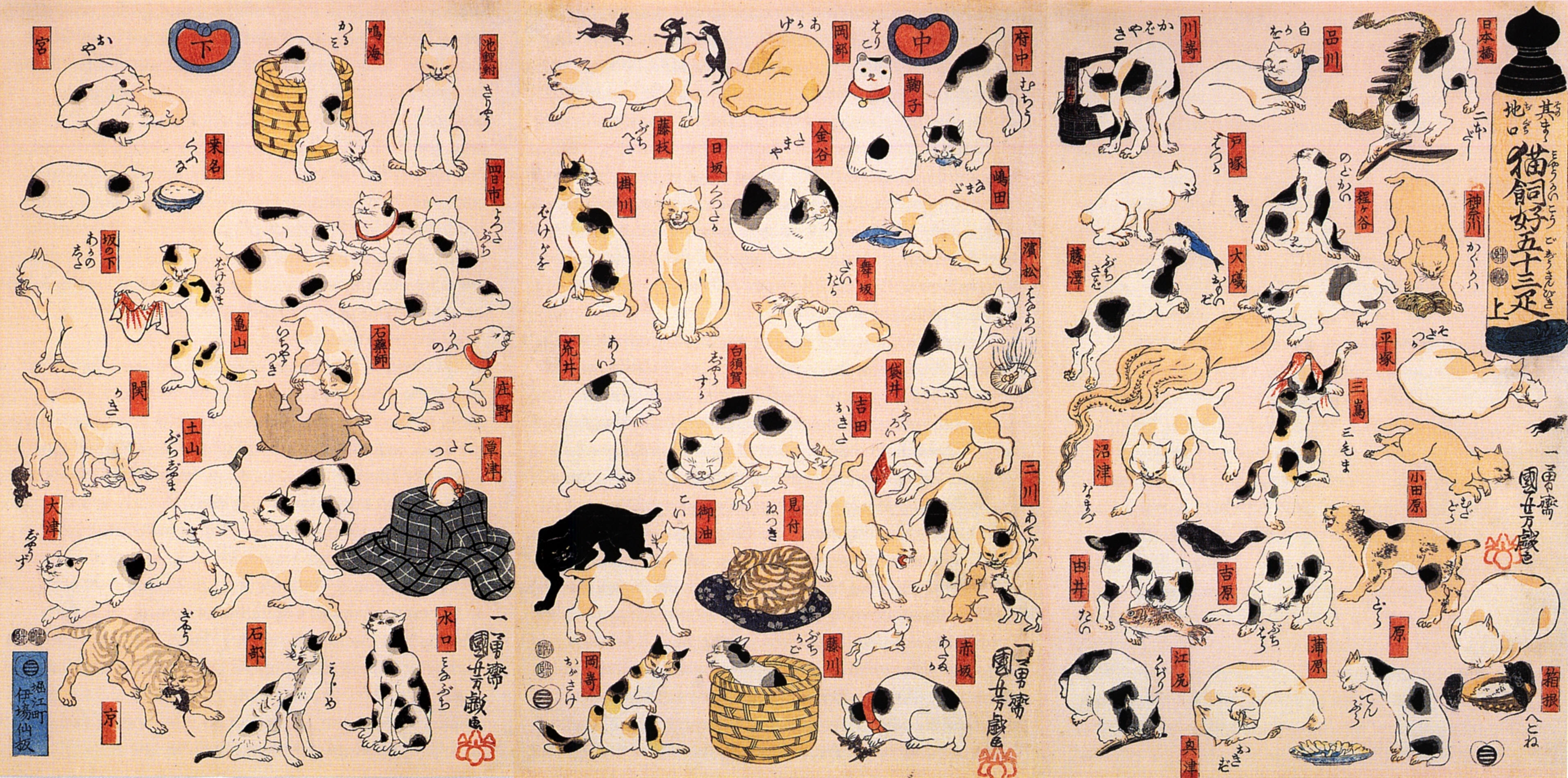
Gatos surgiram nas cinquenta estações de Tokaido
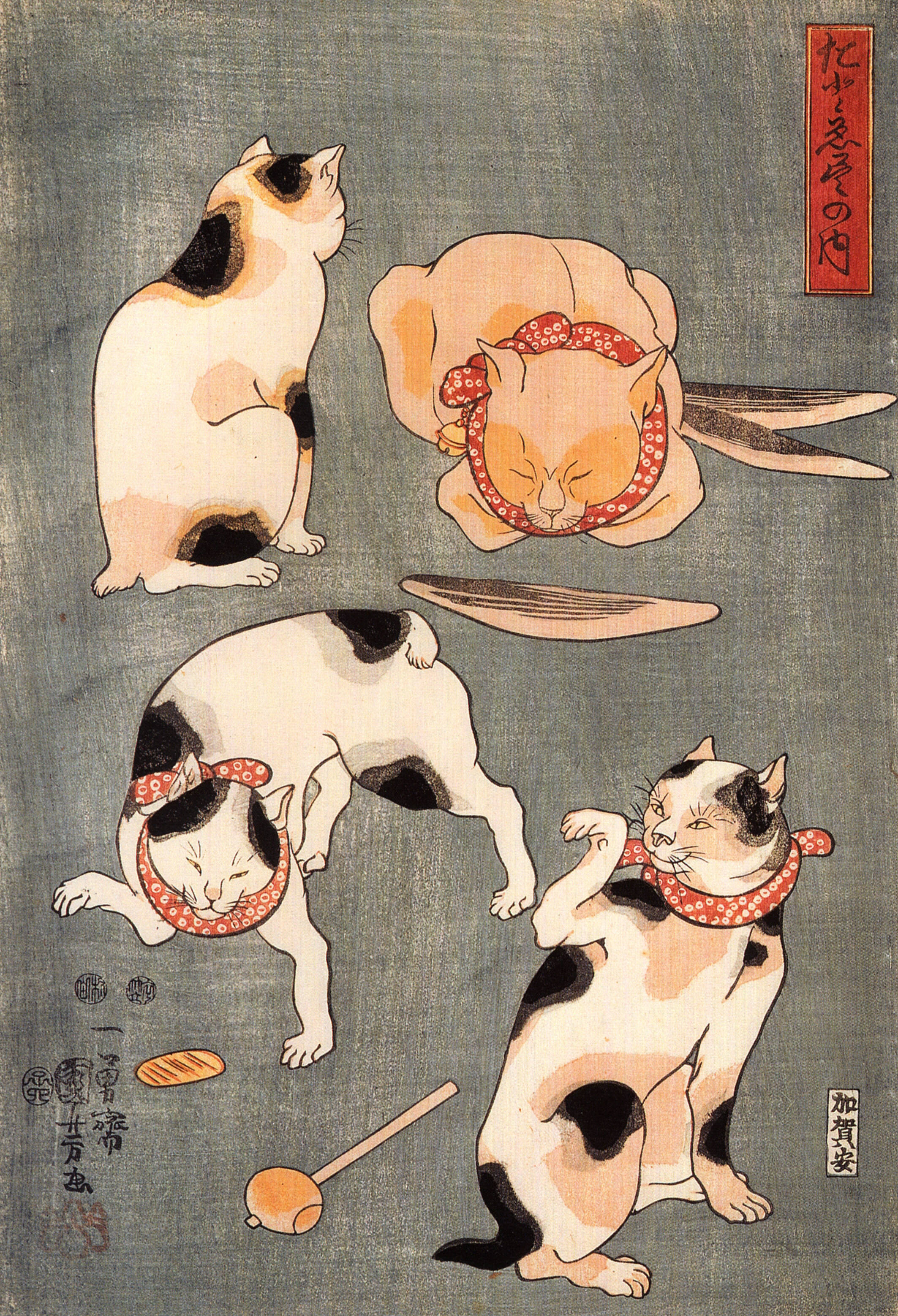
Quatro gatos em diferentes posições
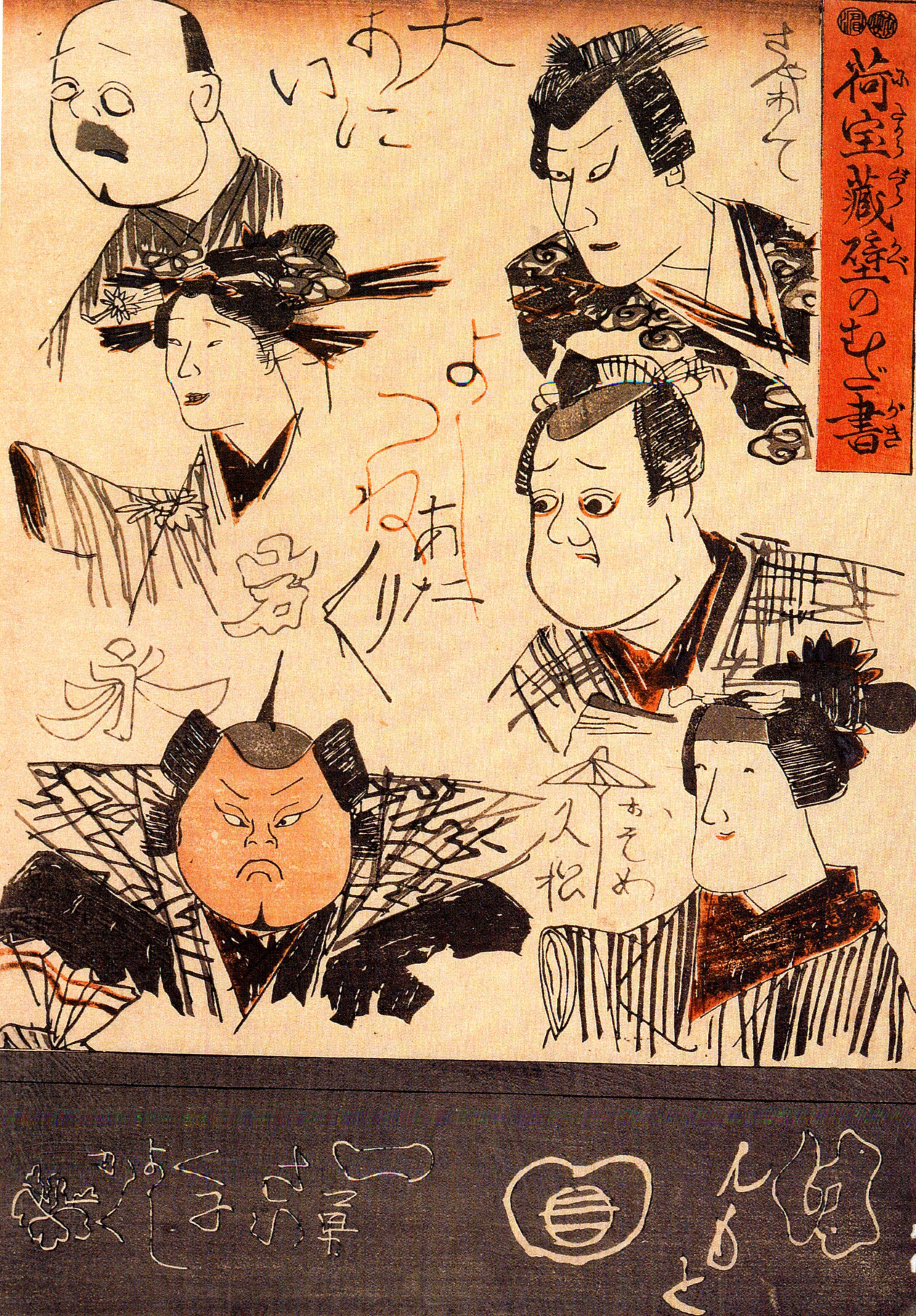
Rabiscos na parede da loja
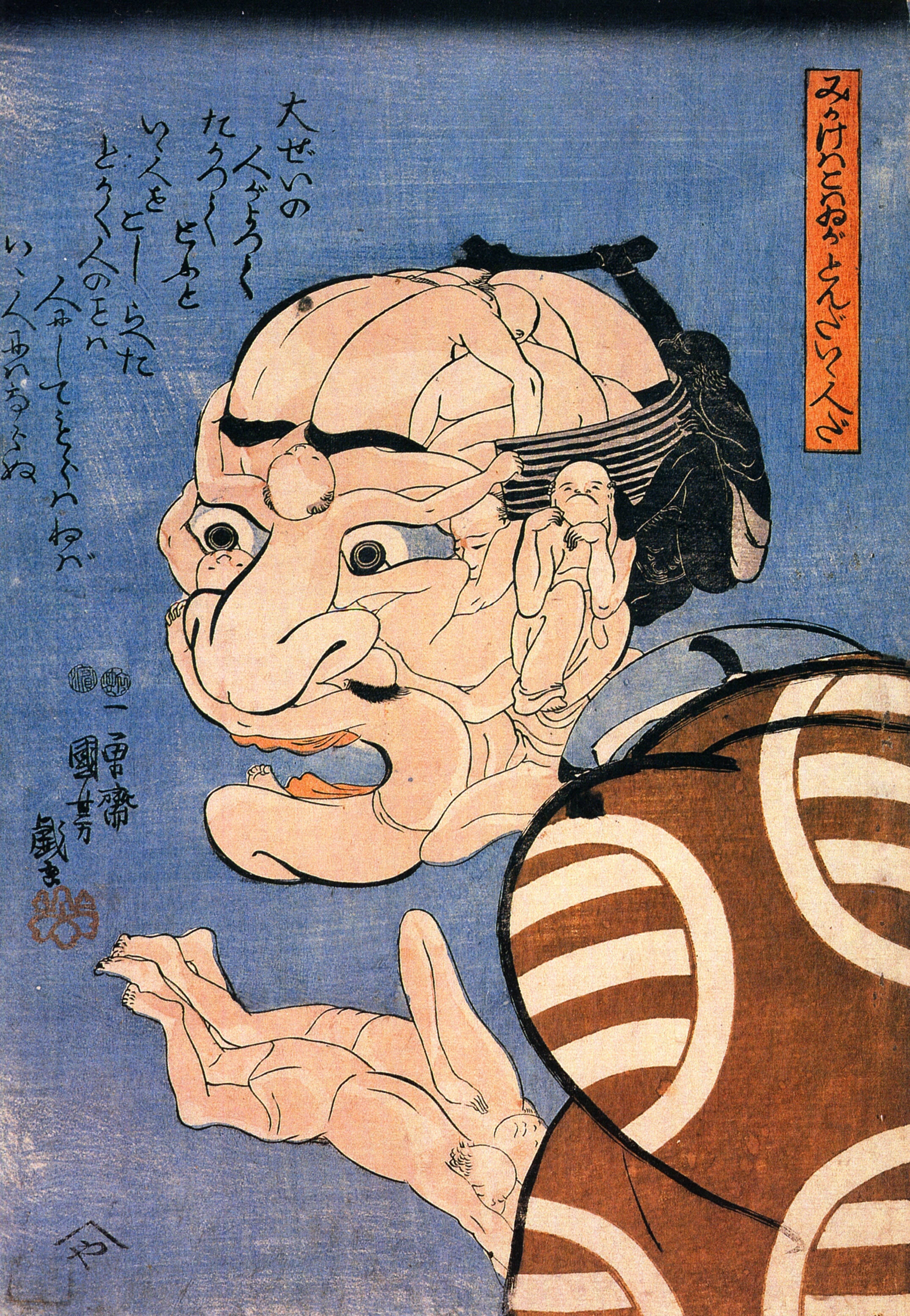
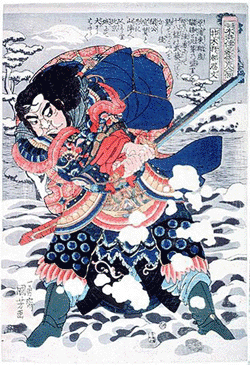
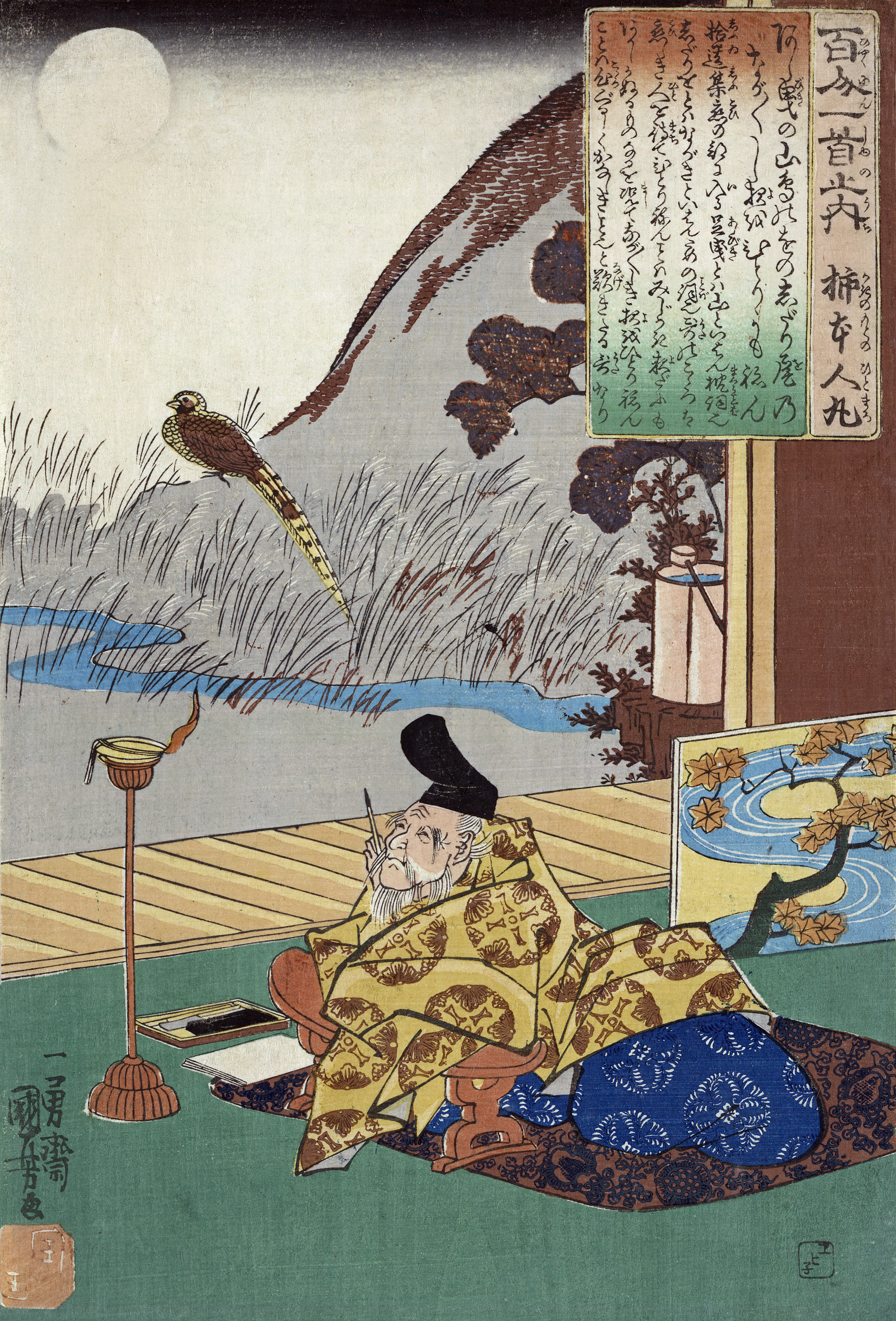
Kakinomoto no Hitomaro
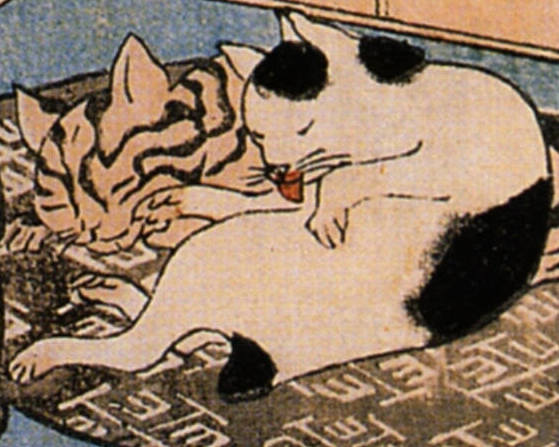
Cat - Utagawa-Kuniyoshi